# Норвегия на зимних Олимпийских играх 2014
Норвегия принимала участие в зимних Олимпийских играх 2014 года, которые проходили в Сочи (Россия) с 7 по 23 февраля, где её представляли 134 спортсмена в двенадцати видах спорта. На церемонии открытия Олимпийских игр флаг Норвегии нёс горнолыжник Аксель Лунд Свиндаль, а на церемонии закрытия — биатлонист, двукратный олимпийский чемпион игр в Сочи, Уле-Эйнар Бьёрндален.
Зимние Олимпийские игры 2014 для Норвегии стали успешнее двух предыдущих зимних игр — было завоёвано 26 олимпийских медалей: 11 золотых, 5 серебряных и 10 бронзовых. В неофициальном медальном зачёте Норвегия заняла 1-е место. Лыжница Марит Бьёрген вошла в тройку спортсменов на Олимпийских играх в Сочи, которым удалось завоевать по три золотые медали. Двукратными олимпийскими чемпионами в Сочи стали Уле-Эйнар Бьёрндален, Эмиль Хегле Свендсен и Йорген Гробак.
Финиш Мартина Йонсруда Сундбю, в котором он выиграл бронзовую медаль в скиатлоне, оказался скандальным. Сундбю на финише пересёк траекторию движения россиянина Максима Вылегжанина и лишил того шансов стать третьим. Федерация лыжных гонок России подала апелляцию в Международную федерацию лыжных видов спорта (FIS) на результат мужского скиатлона. Однако FIS отклонила апелляцию, оставив бронзовую медаль норвежцу и сделав ему лишь предупреждение.

## Медали
| Золото  |                                                                     |                                                            |            |
| №       | Спортсмены                                                          | Вид спорта (дисциплина)                                    | Дата       |
| 1       | Марит Бьёрген                                                       | Лыжные гонки (женщины, скиатлон 7,5+7,5 км)                | 8 февраля  |
| 2       | Уле-Эйнар Бьёрндален                                                | Биатлон (мужчины, спринт)                                  | 8 февраля  |
| 3       | Майкен Касперсен Фалла                                              | Лыжные гонки (женщины, спринт)                             | 11 февраля |
| 4       | Ола Виген Хаттестад                                                 | Лыжные гонки (мужчины, спринт)                             | 11 февраля |
| 5       | Хьетиль Янсруд                                                      | Горнолыжный спорт (мужчины, супергигант)                   | 16 февраля |
| 6       | Эмиль Хегле Свендсен                                                | Биатлон (мужчины, масс-старт)                              | 18 февраля |
| 7       | Йорген Гробак                                                       | Лыжное двоеборье (большой трамплин/10 км)                  | 18 февраля |
| 8       | Ингвильд Эстберг Марит Бьёрген                                      | Лыжные гонки (женщины, командный спринт)                   | 19 февраля |
| 9       | Тура Бергер Тириль Экхофф Уле-Эйнар Бьёрндален Эмиль Хегле Свендсен | Биатлон (смешанная эстафета)                               | 19 февраля |
| 10      | Магнус Моан Магнус Крог Йорген Гробак Ховард Клеметсен              | Лыжное двоеборье (эстафета)                                | 20 февраля |
| 11      | Марит Бьёрген                                                       | Лыжные гонки (женщины, масс-старт 30 км)                   | 22 февраля |
| Серебро |                                                                     |                                                            |            |
| №       | Спортсмены                                                          | Вид спорта (дисциплина)                                    | Дата       |
| 1       | Столе Сандбек                                                       | Сноуборд (мужчины, слоупстайл)                             | 8 февраля  |
| 2       | Ингвильд Эстберг                                                    | Лыжные гонки (женщины, спринт)                             | 11 февраля |
| 3       | Тура Бергер                                                         | Биатлон (женщины, гонка преследования)                     | 11 февраля |
| 4       | Магнус Моан                                                         | Лыжное двоеборье (большой трамплин/10 км)                  | 18 февраля |
| 5       | Тереза Йохауг                                                       | Лыжные гонки (женщины, масс-старт 30 км)                   | 22 февраля |
| Бронза  |                                                                     |                                                            |            |
| №       | Спортсмены                                                          | Вид спорта (дисциплина)                                    | Дата       |
| 1       | Хейди Венг                                                          | Лыжные гонки (женщины, скиатлон 7,5+7,5 км)                | 8 февраля  |
| 2       | Хьетиль Янсруд                                                      | Горнолыжный спорт (мужчины, скоростной спуск)              | 9 февраля  |
| 3       | Мартин Йонсруд Сундбю                                               | Лыжные гонки (мужчины, скиатлон 15+15 км)                  | 9 февраля  |
| 4       | Андерс Бардаль                                                      | Прыжки на лыжах с трамплина (мужчины, нормальный трамплин) | 9 февраля  |
| 5       | Магнус Крог                                                         | Лыжное двоеборье (нормальный трамплин/10 км)               | 12 февраля |
| 6       | Тереза Йохауг                                                       | Лыжные гонки (женщины, 10 км классическим стилем)          | 13 февраля |
| 7       | Тириль Экхофф                                                       | Биатлон (женщины, масс-старт)                              | 17 февраля |
| 8       | Фанни Хурн Тириль Экхофф Анн Кристин Флатланн Тура Бергер           | Биатлон (женщины, эстафета)                                | 21 февраля |
| 9       | Кристин Стёрмер Стейра                                              | Лыжные гонки (женщины, масс-старт 30 км)                   | 22 февраля |
| 10      | Хенрик Кристофферсен                                                | Горнолыжный спорт (мужчины, слалом)                        | 22 февраля |

| Медали по видам спорта | Медали по видам спорта | Медали по видам спорта | Медали по видам спорта | Медали по видам спорта |
| ---------------------- | ---------------------- | ---------------------- | ---------------------- | ---------------------- |
| Вид спорта             | 1                      | 2                      | 3                      | Итого                  |
| Биатлон                | 3                      | 1                      | 2                      | 6                      |
| Горнолыжный спорт      | 1                      | 0                      | 2                      | 3                      |
| Лыжное двоеборье       | 2                      | 1                      | 1                      | 4                      |
| Лыжные гонки           | 5                      | 2                      | 4                      | 11                     |
| Прыжки с трамплина     | 0                      | 0                      | 1                      | 1                      |
| Сноуборд               | 0                      | 1                      | 0                      | 1                      |
| Всего                  | 11                     | 5                      | 10                     | 26                     |

| Медали по дням | Медали по дням | Медали по дням | Медали по дням | Медали по дням | Медали по дням | Медали по дням |
| -------------- | -------------- | -------------- | -------------- | -------------- | -------------- | -------------- |
| День           | Дата           | 1              | 2              | 3              | Итого          |                |
| День 1         | 8 февраля      | 2              | 1              | 1              | 4              |                |
| День 2         | 9 февраля      | 0              | 0              | 3              | 3              |                |
| День 3         | 10 февраля     | 0              | 0              | 0              | 0              |                |
| День 4         | 11 февраля     | 2              | 2              | 0              | 4              |                |
| День 5         | 12 февраля     | 0              | 0              | 1              | 1              |                |
| День 6         | 13 февраля     | 0              | 0              | 1              | 1              |                |
| День 7         | 14 февраля     | 0              | 0              | 0              | 0              |                |
| День 8         | 15 февраля     | 0              | 0              | 0              | 0              |                |
| День 9         | 16 февраля     | 1              | 0              | 0              | 1              |                |
| День 10        | 17 февраля     | 0              | 0              | 1              | 1              |                |
| День 11        | 18 февраля     | 2              | 1              | 0              | 3              |                |
| День 12        | 19 февраля     | 2              | 0              | 0              | 2              |                |
| День 13        | 20 февраля     | 1              | 0              | 0              | 1              |                |
| День 14        | 21 февраля     | 0              | 0              | 1              | 1              |                |
| День 15        | 22 февраля     | 1              | 1              | 2              | 4              |                |
| День 16        | 23 февраля     | 0              | 0              | 0              | 0              |                |
| Всего          | Всего          | 11             | 5              | 10             | 26             |                |

## Состав и результаты

### Биатлон
Мужчины
| Соревнование         | Спортсмены                                                      | Стрельба | Время     | Место |
| -------------------- | --------------------------------------------------------------- | -------- | --------- | ----- |
| Спринт               | Уле-Эйнар Бьёрндален                                            | 0+1      | 24:33,5   | 1     |
| Спринт               | Эмиль Хегле Свендсен                                            | 0+1      | 25:02,8   | 8     |
| Спринт               | Тарьей Бё                                                       | 0+3      | 26:10,1   | 39    |
| Спринт               | Йоханнес Бё                                                     | 2+2      | 26:51,0   | 55    |
| Гонка преследования  | Уле-Эйнар Бьёрндален                                            | 0+1+1+1  | 34:14,5   | 4     |
| Гонка преследования  | Эмиль Хегле Свендсен                                            | 0+1+0+0  | 34:28,8   | 7     |
| Гонка преследования  | Тарьей Бё                                                       | 0+1+0+1  | 35:50,5   | 27    |
| Гонка преследования  | Йоханнес Бё                                                     | 1+0+0+0  | 36:12,4   | 32    |
| Индивидуальная гонка | Эмиль Хегле Свендсен                                            | 0+0+1+0  | 50:30,3   | 7     |
| Индивидуальная гонка | Йоханнес Бё                                                     | 0+1+0+0  | 51:16,5   | 11    |
| Индивидуальная гонка | Тарьей Бё                                                       | 0+2+0+0  | 52:41,5   | 26    |
| Индивидуальная гонка | Уле-Эйнар Бьёрндален                                            | 1+1+1+1  | 53:21,9   | 34    |
| Масс-старт           | Эмиль Хегле Свендсен                                            | 0+0+0+0  | 42:29,1   | 1     |
| Масс-старт           | Йоханнес Бё                                                     | 1+0+0+0  | 43:34,2   | 8     |
| Масс-старт           | Уле-Эйнар Бьёрндален                                            | 2+0+0+4  | 45:08,3   | 22    |
| Эстафета             | Тарьей Бё Йоханнес Бё Уле-Эйнар Бьёрндален Эмиль Хегле Свендсен | 1+5      | 1:13:10,3 | 4     |

Женщины
| Соревнование         | Спортсмены                                                | Стрельба | Время     | Место |
| -------------------- | --------------------------------------------------------- | -------- | --------- | ----- |
| Спринт               | Тура Бергер                                               | 1+0      | 21:40,6   | 10    |
| Спринт               | Тириль Экхофф                                             | 0+1      | 21:51,4   | 18    |
| Спринт               | Анн Кристин Флатланн                                      | 0+1      | 22:10,6   | 24    |
| Спринт               | Сюннёва Сулемдаль                                         | 1+1      | 22:32,1   | 35    |
| Гонка преследования  | Тура Бергер                                               | 0+0+0+1  | 30:08,3   | 2     |
| Гонка преследования  | Анн Кристин Флатланн                                      | 0+0+0+0  | 30:40,2   | 9     |
| Гонка преследования  | Тириль Экхофф                                             | 0+1+2+3  | 32:12,3   | 24    |
| Гонка преследования  | Сюннёва Сулемдаль                                         | 1+0+0+2  | 33:04,3   | 36    |
| Индивидуальная гонка | Тура Бергер                                               | 1+2+0+0  | 47:12,6   | 16    |
| Индивидуальная гонка | Тириль Экхофф                                             | 0+1+1+1  | 47:20,4   | 18    |
| Индивидуальная гонка | Элиса Ринген                                              | 0+0+0+2  | 47:54,0   | 24    |
| Индивидуальная гонка | Анн Кристин Флатланн                                      | 1+2+0+1  | 51:00,0   | 56    |
| Масс-старт           | Тириль Экхофф                                             | 0+1+0+0  | 35:52,9   | 3     |
| Масс-старт           | Тура Бергер                                               | 0+1+1+0  | 37:07,8   | 14    |
| Масс-старт           | Анн Кристин Флатланн                                      | 0+1+1+0  | 38:15,6   | 24    |
| Эстафета             | Фанни Хурн Тириль Экхофф Анн Кристин Флатланн Тура Бергер | 0+5      | 1:10:40,1 | 3     |

Смешанная эстафета
| Соревнование       | Спортсмены                                                          | Стрельба | Время     | Место |
| ------------------ | ------------------------------------------------------------------- | -------- | --------- | ----- |
| Смешанная эстафета | Тура Бергер Тириль Экхофф Уле-Эйнар Бьёрндален Эмиль Хегле Свендсен | 0+2      | 1:09:17,0 | 1     |

### Горнолыжный спорт
Мужчины
| Соревнование      | Спортсмены              | Скоростной спуск/ 1 спуск | Скоростной спуск/ 1 спуск | Слалом/ 2 спуск | Слалом/ 2 спуск | Всего   | Место |
| Соревнование      | Спортсмены              | Время                     | Место                     | Время           | Место           | Всего   | Место |
| ----------------- | ----------------------- | ------------------------- | ------------------------- | --------------- | --------------- | ------- | ----- |
| Скоростной спуск  | Хьетиль Янсруд          | Не проводится             | Не проводится             | Не проводится   | Не проводится   | 2:06,33 | 3     |
| Скоростной спуск  | Аксель Лунд Свиндаль    | Не проводится             | Не проводится             | Не проводится   | Не проводится   | 2:06,52 | 4     |
| Скоростной спуск  | Александер Омодт Кильде | Не проводится             | Не проводится             | Не проводится   | Не проводится   | DNF     | DNF   |
| Суперкомбинация   | Хьетиль Янсруд          | 1:53,24                   | 1                         | 53,02           | 13              | 2:46,26 | 4     |
| Суперкомбинация   | Александер Омодт Кильде | 1:53,85                   | 4                         | DNF             | DNF             | DNF     | DNF   |
| Суперкомбинация   | Аксель Лунд Свиндаль    | 1:53,94                   | 6                         | DNF             | DNF             | DNF     | DNF   |
| Супергигант       | Хьетиль Янсруд          | Не проводится             | Не проводится             | Не проводится   | Не проводится   | 1:18,14 | 1     |
| Супергигант       | Аксель Лунд Свиндаль    | Не проводится             | Не проводится             | Не проводится   | Не проводится   | 1:18,76 | 7     |
| Супергигант       | Александер Омодт Кильде | Не проводится             | Не проводится             | Не проводится   | Не проводится   | 1:19,44 | 13    |
| Гигантский слалом | Хенрик Кристофферсен    | 1:22,71                   | 14                        | 1:24,08         | 11              | 2:46,79 | 10    |
| Гигантский слалом | Лейф Кристиан Хёуген    | 1:23,58                   | 23                        | 1:23,57         | 3               | 2:47,15 | 16    |
| Гигантский слалом | Хьетиль Янсруд          | 1:22,91                   | 16                        | DNF             | DNF             | DNF     | DNF   |
| Слалом            | Хенрик Кристофферсен    | 48,49                     | 15                        | 54,18           | 3               | 1:42,67 | 3     |
| Слалом            | Себастьян Солевог       | 49,08                     | 25                        | 55,03           | 5               | 1:44,11 | 9     |
| Слалом            | Лейф Кристиан Хёуген    | 48,83                     | 23                        | 55,38           | 9               | 1:44,21 | 12    |

Женщины
| Соревнование      | Спортсмены             | Скоростной спуск/ 1 спуск | Скоростной спуск/ 1 спуск | Слалом/ 2 спуск | Слалом/ 2 спуск | Всего   | Место |
| Соревнование      | Спортсмены             | Время                     | Место                     | Время           | Место           | Всего   | Место |
| ----------------- | ---------------------- | ------------------------- | ------------------------- | --------------- | --------------- | ------- | ----- |
| Скоростной спуск  | Лотте Смисет Сейерстед | Не проводится             | Не проводится             | Не проводится   | Не проводится   | 1:42,01 | 6     |
| Скоростной спуск  | Рагнхильд Мовинккель   | Не проводится             | Не проводится             | Не проводится   | Не проводится   | 1:44,43 | 27    |
| Суперкомбинация   | Рагнхильд Мовинккель   | 1:44,28                   | 12                        | 51,87           | 8               | 2:36,15 | 6     |
| Суперкомбинация   | Лотте Смисет Сейерстед | 1:43,85                   | 6                         | DNF             | DNF             | DNF     | DNF   |
| Супергигант       | Лотте Смисет Сейерстед | Не проводится             | Не проводится             | Не проводится   | Не проводится   | 1:27,80 | 14    |
| Супергигант       | Рагнхильд Мовинккель   | Не проводится             | Не проводится             | Не проводится   | Не проводится   | 1:28,53 | 19    |
| Гигантский слалом | Нина Лёсет             | 1:20,78                   | 18                        | 1:19,18         | 13              | 2:39,96 | 17    |
| Гигантский слалом | Лотте Смисет Сейерстед | 1:22,49                   | 30                        | 1:18,96         | 10              | 2:41,45 | 23    |
| Гигантский слалом | Мона Лёсет             | 1:21,50                   | 23                        | 1:20,62         | 28              | 2:42,12 | 27    |
| Гигантский слалом | Рагнхильд Мовинккель   | 1:21,50                   | 23                        | DNF             | DNF             | DNF     | DNF   |
| Слалом            | Мона Лёсет             | 56,82                     | 21                        | 52,62           | 9               | 1:49,44 | 16    |
| Слалом            | Нина Лёсет             | DNF                       | DNF                       | DNF             | DNF             | DNF     | DNF   |

### Кёрлинг

#### Мужчины
Состав
| Четвёртый            | Третий        | Второй        | Ведущий              | Запасной       |
| -------------------- | ------------- | ------------- | -------------------- | -------------- |
| Томас Ульсруд (скип) | Торгер Нергор | Кристофер Све | Ховард Вад Петерссон | Маркус Хойберг |

Круговой турнир
|  | Команды, выходящие в полуфинал    |
|  | Команды, участвующие в тай-брейке |

| Место | Команда        | В | П | КЗ | КП | ВЭ | ПЭ | ОЭ | УЭ | ППД |
| ----- | -------------- | - | - | -- | -- | -- | -- | -- | -- | --- |
| 1     | Швеция         | 8 | 1 | 60 | 44 | 38 | 30 | 18 | 8  | 86% |
| 2     | Канада         | 7 | 2 | 69 | 53 | 39 | 36 | 14 | 7  | 84% |
| 3     | Китай          | 7 | 2 | 67 | 50 | 41 | 37 | 11 | 5  | 85% |
| 4     | Норвегия       | 5 | 4 | 52 | 56 | 36 | 33 | 18 | 5  | 86% |
| 5     | Великобритания | 5 | 4 | 51 | 49 | 37 | 35 | 15 | 8  | 83% |
| 6     | Дания          | 4 | 5 | 54 | 61 | 32 | 37 | 17 | 4  | 81% |
| 7     | Россия         | 3 | 6 | 58 | 70 | 36 | 38 | 13 | 7  | 77% |
| 8     | Швейцария      | 3 | 6 | 47 | 46 | 31 | 34 | 22 | 7  | 83% |
| 9     | США            | 2 | 7 | 47 | 58 | 30 | 39 | 14 | 7  | 80% |
| 10    | Германия       | 1 | 8 | 53 | 74 | 38 | 39 | 10 | 9  | 76% |

| Команда  | 1 | 2 | 3 | 4 | 5 | 6 | 7 | 8 | 9 | 10 | Всего |
| США      | 0 | 1 | 0 | 2 | 0 | 0 | 0 | 1 | 0 | X  | 4     |
| Норвегия | 2 | 0 | 3 | 0 | 0 | 1 | 1 | 0 | 0 | X  | 7     |

| Команда  | 1 | 2 | 3 | 4 | 5 | 6 | 7 | 8 | 9 | 10 | Всего |
| Норвегия | 2 | 1 | 0 | 2 | 0 | 2 | 0 | 2 | 0 | 0  | 9     |
| Россия   | 0 | 0 | 1 | 0 | 2 | 0 | 2 | 0 | 0 | 3  | 8     |

| Команда  | 1 | 2 | 3 | 4 | 5 | 6 | 7 | 8 | 9 | 10 | Всего |
| Норвегия | 2 | 0 | 0 | 0 | 2 | 0 | 1 | 0 | 0 | 3  | 8     |
| Германия | 0 | 0 | 1 | 0 | 0 | 2 | 0 | 0 | 2 | 0  | 5     |

| Команда  | 1 | 2 | 3 | 4 | 5 | 6 | 7 | 8 | 9 | 10 | Всего |
| Норвегия | 0 | 0 | 1 | 0 | 0 | 0 | 2 | 0 | 0 | 1  | 4     |
| Швеция   | 0 | 1 | 0 | 2 | 1 | 0 | 0 | 1 | 0 | 0  | 5     |

| Команда  | 1 | 2 | 3 | 4 | 5 | 6 | 7 | 8 | 9 | 10 | Всего |
| Канада   | 0 | 1 | 0 | 2 | 0 | 0 | 4 | 0 | 3 | X  | 10    |
| Норвегия | 1 | 0 | 1 | 0 | 0 | 1 | 0 | 1 | 0 | X  | 4     |

| Команда  | 1 | 2 | 3 | 4 | 5 | 6 | 7 | 8 | 9 | 10 | Всего |
| Китай    | 1 | 0 | 0 | 2 | 0 | 2 | 0 | 1 | 0 | 1  | 7     |
| Норвегия | 0 | 0 | 2 | 0 | 1 | 0 | 1 | 0 | 1 | 0  | 5     |

| Команда        | 1 | 2 | 3 | 4 | 5 | 6 | 7 | 8 | 9 | 10 | Всего |
| Великобритания | 0 | 2 | 0 | 1 | 0 | 0 | 1 | 0 | 2 | 0  | 6     |
| Норвегия       | 0 | 0 | 2 | 0 | 2 | 1 | 0 | 1 | 0 | 1  | 7     |

| Команда   | 1 | 2 | 3 | 4 | 5 | 6 | 7 | 8 | 9 | 10 | Всего |
| Норвегия  | 0 | 1 | 0 | 1 | 0 | 1 | 1 | 0 | 0 | 1  | 5     |
| Швейцария | 0 | 0 | 1 | 0 | 1 | 0 | 0 | 0 | 1 | 0  | 3     |

| Команда  | 1 | 2 | 3 | 4 | 5 | 6 | 7 | 8 | 9 | 10 | Всего |
| Норвегия | 0 | 0 | 2 | 0 | 0 | 1 | 0 | 0 | 0 | X  | 3     |
| Дания    | 0 | 1 | 0 | 2 | 0 | 0 | 0 | 0 | 2 | X  | 5     |

| Команда        | 1 | 2 | 3 | 4 | 5 | 6 | 7 | 8 | 9 | 10 | Всего |
| Норвегия       | 1 | 0 | 1 | 0 | 2 | 0 | 0 | 0 | 1 | 0  | 5     |
| Великобритания | 0 | 1 | 0 | 1 | 0 | 0 | 0 | 2 | 0 | 2  | 6     |

### Конькобежный спорт
Мужчины
Индивидуальные гонки
| Соревнование | Спортсмены            | 1 забег       | 1 забег       | 2 забег       | 2 забег       | Результат | Место |
| Соревнование | Спортсмены            | Результат     | Место         | Результат     | Место         | Результат | Место |
| ------------ | --------------------- | ------------- | ------------- | ------------- | ------------- | --------- | ----- |
| 500 метров   | Эспен Хваммен         | 35,20         | 16            | 35,21         | 13            | 70,42     | 12    |
| 500 метров   | Ховард Лорентсен      | 35,78         | 37            | 35,52         | 26            | 71,30     | 32    |
| 1000 метров  | Ховард Лорентсен      | Не проводится | Не проводится | Не проводится | Не проводится | 1:09,33   | 11    |
| 1000 метров  | Ховард Бёкко          | Не проводится | Не проводится | Не проводится | Не проводится | 1:09,98   | 19    |
| 1000 метров  | Эспен Хваммен         | Не проводится | Не проводится | Не проводится | Не проводится | 1:11,01   | 31    |
| 1500 метров  | Ховард Бёкко          | Не проводится | Не проводится | Не проводится | Не проводится | 1:45,48   | 6     |
| 1500 метров  | Сверре Лунде Педерсен | Не проводится | Не проводится | Не проводится | Не проводится | 1:45,66   | 8     |
| 1500 метров  | Ховард Лорентсен      | Не проводится | Не проводится | Не проводится | Не проводится | 1:47,27   | 16    |
| 1500 метров  | Симен Спиелер Нильсен | Не проводится | Не проводится | Не проводится | Не проводится | 1:49,88   | 36    |
| 5000 метров  | Сверре Лунде Педерсен | Не проводится | Не проводится | Не проводится | Не проводится | 6:18,84   | 5     |
| 5000 метров  | Ховард Бёкко          | Не проводится | Не проводится | Не проводится | Не проводится | 6:22,83   | 9     |
| 5000 метров  | Симен Спиелер Нильсен | Не проводится | Не проводится | Не проводится | Не проводится | 6:42,47   | 25    |

Командная гонка
| Соревнование    | Спортсмены                                                                | Четвертьфинал      | Полуфинал          | Финал    | Финал              | Итоговое Место |
| Соревнование    | Спортсмены                                                                | Соперник Результат | Соперник Результат | Название | Соперник Результат | Итоговое Место |
| --------------- | ------------------------------------------------------------------------- | ------------------ | ------------------ | -------- | ------------------ | -------------- |
| Командная гонка | Ховард Бёкко Ховард Лорентсен Сверре Лунде Педерсен Симен Спиелер Нильсен | Польша · П 3:43,19 | Не участвовали     | C        | Россия · В 3:44,91 | 5              |

Женщины
Индивидуальные гонки
| Соревнование | Спортсмены  | Результат | Место |
| ------------ | ----------- | --------- | ----- |
| 1000 метров  | Ида Ньотун  | 1:17,15   | 17    |
| 1500 метров  | Ида Ньотун  | 1:58,21   | 12    |
| 1500 метров  | Хеге Бёкко  | 2:02,53   | 33    |
| 3000 метров  | Ида Ньотун  | 4:06,73   | 6     |
| 3000 метров  | Мари Хеммер | 4:12,21   | 14    |
| 5000 метров  | Мари Хеммер | 7:04,45   | 7     |

Командная гонка
| Соревнование    | Спортсмены                                           | Четвертьфинал      | Полуфинал          | Финал    | Финал                        | Итоговое Место |
| Соревнование    | Спортсмены                                           | Соперник Результат | Соперник Результат | Название | Соперник Результат           | Итоговое Место |
| --------------- | ---------------------------------------------------- | ------------------ | ------------------ | -------- | ---------------------------- | -------------- |
| Командная гонка | Хеге Бёкко Камилла Фарествейт Мари Хеммер Ида Ньотун | Польша · П 3:05,13 | Не участвовали     | D        | Республика Корея · В 3:08,35 | 7              |

### Лыжное двоеборье
| Соревнование        | Спортсмены                                             | Прыжки с трамплина | Прыжки с трамплина | Лыжная гонка | Лыжная гонка | Лыжная гонка | Итоговое время | Место |
| Соревнование        | Спортсмены                                             | Результат          | Место              | Гандикап     | Результат    | Место        | Итоговое время | Место |
| ------------------- | ------------------------------------------------------ | ------------------ | ------------------ | ------------ | ------------ | ------------ | -------------- | ----- |
| Нормальный трамплин | Магнус Крог                                            | 115,8              | 20                 | +1:03        | 22:55,3      | 2            | 23:58,3        | 3     |
| Нормальный трамплин | Магнус Моан                                            | 119,4              | 15                 | +0:48        | 23:14,9      | 4            | 24:02,9        | 5     |
| Нормальный трамплин | Ховард Клеметсен                                       | 122,7              | 9                  | +0:35        | 23:53,4      | 14           | 24:28,4        | 10    |
| Нормальный трамплин | Микко Коксльен                                         | 107,3              | 35                 | +1:37        | 23:19,5      | 5            | 24:56,5        | 13    |
| Большой трамплин    | Йорген Гробак                                          | 118,4              | 6                  | +0:42        | 22:45,5      | 12           | 23:27,5        | 1     |
| Большой трамплин    | Магнус Моан                                            | 117,8              | 7                  | +0:45        | 22:43,1      | 10           | 23:28,1        | 2     |
| Большой трамплин    | Ховард Клеметсен                                       | 127,0              | 2                  | +0:08        | 23:44,0      | 26           | 23:52,0        | 9     |
| Большой трамплин    | Магнус Крог                                            | 106,1              | 18                 | +1:32        | 22:32,2      | 7            | 24:04,2        | 12    |
| Эстафета            | Магнус Моан Магнус Крог Йорген Гробак Ховард Клеметсен | 462,8              | 3                  | +0:25        | 46:48,5      | 1            | 47:13,5        | 1     |

### Лыжные гонки
Мужчины
Дистанционные гонки
| Соревнование              | Спортсмены                                                        | Результат | Место |
| ------------------------- | ----------------------------------------------------------------- | --------- | ----- |
| 15 км классическим стилем | Крис Йесперсен                                                    | 39:30,6   | 6     |
| 15 км классическим стилем | Эльдар Рённинг                                                    | 40:02,8   | 12    |
| 15 км классическим стилем | Мартин Йонсруд Сундбю                                             | 40:07,4   | 13    |
| 15 км классическим стилем | Пол Голберг                                                       | 40:14,5   | 18    |
| Скиатлон 15+15 км         | Мартин Йонсруд Сундбю                                             | 1:08:16,8 | 3     |
| Скиатлон 15+15 км         | Петтер Нортуг                                                     | 1:09:39,6 | 17    |
| Скиатлон 15+15 км         | Шур Рёте                                                          | 1:10:02,5 | 20    |
| Скиатлон 15+15 км         | Тор Асле Йердален                                                 | 1:10:06,7 | 21    |
| Масс-старт 50 км          | Мартин Йонсруд Сундбю                                             | 1:46:56,2 | 4     |
| Масс-старт 50 км          | Петтер Нортуг                                                     | 1:47:39,7 | 18    |
| Масс-старт 50 км          | Тор Асле Йердален                                                 | 1:47:43,5 | 21    |
| Масс-старт 50 км          | Крис Йесперсен                                                    | 1:49:21,3 | 32    |
| Эстафета 4×10 км          | Эльдар Рённинг Крис Йесперсен Мартин Йонсруд Сундбю Петтер Нортуг | 1:29:51,7 | 4     |

Спринт
| Соревнование     | Спортсмены                        | Квалификация  | Квалификация  | Четвертьфинал | Четвертьфинал | Четвертьфинал | Полуфинал | Полуфинал | Полуфинал | Финал                | Финал                | Итоговое место |
| Соревнование     | Спортсмены                        | Результат     | Место         | Заезд         | Результат     | Место         | Заезд     | Результат | Место     | Результат            | Место                | Итоговое место |
| ---------------- | --------------------------------- | ------------- | ------------- | ------------- | ------------- | ------------- | --------- | --------- | --------- | -------------------- | -------------------- | -------------- |
| Спринт           | Ола Виген Хаттестад               | 3:28,35       | 1             | 1             | 3:37,99       | 1             | 1         | 3:36,33   | 1         | 3:38,39              | 1                    | 1              |
| Спринт           | Андерс Глёэрсен                   | 3:30,41       | 4             | 2             | 3:36,28       | 1             | 1         | 3:36,95   | 3         | 4:02,05              | 4                    | 4              |
| Спринт           | Эйрик Браннсдал                   | 3:32,53       | 7             | 2             | 3:36,59       | 2             | 1         | 3:37,09   | 5         | Завершил выступление | Завершил выступление | 9              |
| Спринт           | Петтер Нортуг                     | 3:35,44       | 16            | 3             | 3:36,70       | 4             | 2         | 3:54,28   | 5         | Завершил выступление | Завершил выступление | 10             |
| Командный спринт | Ола Виген Хаттестад Петтер Нортуг | Не проводится | Не проводится | Не проводится | Не проводится | Не проводится | 1         | 23:43,63  | 4         | 23:33,55             | 4                    | 4              |

Женщины
Дистанционные гонки
| Соревнование              | Спортсмены                                            | Результат | Место |
| ------------------------- | ----------------------------------------------------- | --------- | ----- |
| 10 км классическим стилем | Тереза Йохауг                                         | 28:46,1   | 3     |
| 10 км классическим стилем | Марит Бьёрген                                         | 28:51,2   | 5     |
| 10 км классическим стилем | Хейди Венг                                            | 29:28,2   | 9     |
| 10 км классическим стилем | Астрид Якобсен                                        | 30:01,6   | 19    |
| Скиатлон 7,5+7,5 км       | Марит Бьёрген                                         | 38:33,6   | 1     |
| Скиатлон 7,5+7,5 км       | Хейди Венг                                            | 38:46,8   | 3     |
| Скиатлон 7,5+7,5 км       | Тереза Йохауг                                         | 38:48,2   | 4     |
| Скиатлон 7,5+7,5 км       | Кристин Стёрмер Стейра                                | 40:35,5   | 23    |
| Масс-старт 30 км          | Марит Бьёрген                                         | 1:11:05,2 | 1     |
| Масс-старт 30 км          | Тереза Йохауг                                         | 1:11:07,8 | 2     |
| Масс-старт 30 км          | Кристин Стёрмер Стейра                                | 1:11:28,8 | 3     |
| Масс-старт 30 км          | Хейди Венг                                            | 1:13:46,1 | 19    |
| Эстафета 4×5 км           | Хейди Венг Тереза Йохауг Астрид Якобсен Марит Бьёрген | 53:56,3   | 5     |

Спринт
| Соревнование     | Спортсмены                     | Квалификация  | Квалификация  | Четвертьфинал | Четвертьфинал | Четвертьфинал | Полуфинал | Полуфинал | Полуфинал | Финал                 | Финал                 | Итоговое место |
| Соревнование     | Спортсмены                     | Результат     | Место         | Заезд         | Результат     | Место         | Заезд     | Результат | Место     | Результат             | Место                 | Итоговое место |
| ---------------- | ------------------------------ | ------------- | ------------- | ------------- | ------------- | ------------- | --------- | --------- | --------- | --------------------- | --------------------- | -------------- |
| Спринт           | Майкен Касперсен Фалла         | 2:32,07       | 1             | 1             | 2:33,23       | 1             | 1         | 2:35,80   | 1         | 2:35,49               | 1                     | 1              |
| Спринт           | Ингвильд Эстберг               | 2:34,18       | 6             | 3             | 2:36,62       | 1             | 2         | 2:36,66   | 1         | 2:35,87               | 2                     | 2              |
| Спринт           | Астрид Якобсен                 | 2:35,00       | 7             | 2             | 2:37,01       | 1             | 1         | 2:36,32   | 4         | 2:37,31               | 4                     | 4              |
| Спринт           | Марит Бьёрген                  | 2:33,17       | 3             | 5             | 2:35,42       | 2             | 2         | 2:52,27   | 6         | Завершила выступление | Завершила выступление | 11             |
| Командный спринт | Ингвильд Эстберг Марит Бьёрген | Не проводится | Не проводится | Не проводится | Не проводится | Не проводится | 1         | 16:43,45  | 1         | 16:04,05              | 1                     | 1              |

### Прыжки на лыжах с трамплина
Мужчины
| Соревнование                  | Спортсмены                                                 | Квалификация  | Квалификация  | Финал     | Финал    | Финал                | Финал                | Финал                | Финал                | Итоговое место |
| Соревнование                  | Спортсмены                                                 | Результат     | Место         | 1 прыжок  | 1 прыжок | 2 прыжок             | 2 прыжок             | Всего                | Место                | Итоговое место |
| Соревнование                  | Спортсмены                                                 | Результат     | Место         | Результат | Место    | Результат            | Место                | Всего                | Место                | Итоговое место |
| ----------------------------- | ---------------------------------------------------------- | ------------- | ------------- | --------- | -------- | -------------------- | -------------------- | -------------------- | -------------------- | -------------- |
| Нормальный трамплин           | Андерс Бардаль                                             | Не участвовал | Не участвовал | 135,8     | 2        | 128,3                | 5                    | 264,1                | 3                    | 3              |
| Нормальный трамплин           | Андерс Фаннемель                                           | 124,6         | 4             | 123,7     | 20       | 125,4                | 10                   | 249,1                | 15                   | 15             |
| Нормальный трамплин           | Руне Вельта                                                | 115,1         | 15            | 122,8     | 23       | 118,6                | 21                   | 241,4                | 22                   | 22             |
| Нормальный трамплин           | Андерс Якобсен                                             | 115,9         | 12            | 119,3     | 28       | 115,0                | 26                   | 234,3                | 27                   | 27             |
| Большой трамплин              | Андерс Фаннемель                                           | 107,9         | 15            | 129,5     | 7        | 134,8                | 5                    | 264,3                | 5                    | 5              |
| Большой трамплин              | Андерс Бардаль                                             | Не участвовал | Не участвовал | 120,7     | 18       | 125,8                | 11                   | 246,5                | 16                   | 16             |
| Большой трамплин              | Руне Вельта                                                | 106,4         | 17            | 121,9     | 17       | 116,8                | 26                   | 238,7                | 24                   | 24             |
| Большой трамплин              | Андерс Якобсен                                             | 103,0         | 25            | 107,6     | 38       | Завершил выступление | Завершил выступление | Завершил выступление | Завершил выступление | 38             |
| Большой трамплин среди команд | Андерс Бардаль Андерс Фаннемель Андерс Якобсен Руне Вельта | Не проводится | Не проводится | 486,0     | 6        | 504,7                | 6                    | 990,7                | 6                    | 6              |

Женщины
| Соревнование        | Спортсмены           | 1 прыжок  | 1 прыжок | 2 прыжок  | 2 прыжок | Всего | Место |
| Соревнование        | Спортсмены           | Результат | Место    | Результат | Место    | Всего | Место |
| ------------------- | -------------------- | --------- | -------- | --------- | -------- | ----- | ----- |
| Нормальный трамплин | Марен Луннбю         | 115,5     | 13       | 120,0     | 6        | 235,5 | 8     |
| Нормальный трамплин | Лине Яр              | 117,7     | 9        | 116,9     | 11       | 234,6 | 9     |
| Нормальный трамплин | Хелена Ольссон Смебю | 115,0     | 15       | 113,3     | 13       | 228,3 | 14    |
| Нормальный трамплин | Гюда Энгер           | 105,8     | 23       | 103,9     | 25       | 209,7 | 24    |

### Санный спорт
Мужчины
| Соревнование | Спортсмены            | 1 заезд   | 1 заезд | 2 заезд   | 2 заезд | 3 заезд   | 3 заезд | 4 заезд   | 4 заезд | Итоговый результат | Итоговое место |
| Соревнование | Спортсмены            | Результат | Место   | Результат | Место   | Результат | Место   | Результат | Место   | Итоговый результат | Итоговое место |
| ------------ | --------------------- | --------- | ------- | --------- | ------- | --------- | ------- | --------- | ------- | ------------------ | -------------- |
| Одиночки     | Тор Хёуг Нёрбеш       | 53,014    | 18      | 52,859    | 15      | 52,345    | 15      | 52,347    | 16      | 3:30,565           | 17             |
| Одиночки     | Тённес Станг Рольфсен | 53,043    | 20      | 52,938    | 22      | 52,463    | 19      | 52,466    | 18      | 3:30,910           | 18             |
| Одиночки     | Йо Александер Коппанг | 53,028    | 19      | 52,894    | 18      | 57,080    | 39      | 52,790    | 27      | 3:35,792           | 34             |

### Сноуборд
Изначально в слоупстайле в составе норвежской сборной должен был выступить Торстен Хоргмо, но во время одной из тренировок в Сочи спортсмен неудачно упал и сломал ключицу.
Слоупстайл
| Соревнование | Спортсмены             | Квалификация | Квалификация | Квалификация | Квалификация | Полуфинал     | Полуфинал     | Полуфинал     | Финал                 | Финал                 | Финал                 | Итоговое место |
| Соревнование | Спортсмены             | Заезд        | 1 спуск      | 2 спуск      | Место        | 1 спуск       | 2 спуск       | Место         | 1 спуск               | 2 спуск               | Место                 | Итоговое место |
| ------------ | ---------------------- | ------------ | ------------ | ------------ | ------------ | ------------- | ------------- | ------------- | --------------------- | --------------------- | --------------------- | -------------- |
| Мужчины      | Столе Сандбек          | 1            | 45,25        | 94,50        | 1            | Не участвовал | Не участвовал | Не участвовал | 27,00                 | 91,75                 | 2                     | 2              |
| Мужчины      | Ермунд Бротен          | 2            | 12,75        | 91,25        | 4            | Не участвовал | Не участвовал | Не участвовал | 24,75                 | 20,50                 | 12                    | 12             |
| Мужчины      | Эмиль Андре Ульслеттен | 1            | 27,25        | 79,75        | 8            | 22,50         | 56,75         | 13            | Завершил выступление  | Завершил выступление  | Завершил выступление  | 21             |
| Мужчины      | Тургейр Бергрем        | 1            | 25,00        | 24,75        | 15           | 37,50         | 26,75         | 16            | Завершил выступление  | Завершил выступление  | Завершил выступление  | 24             |
| Женщины      | Силье Норендаль        | 2            | 31,00        | 39,00        | 8            | 16,75         | 78,75         | 4             | 49,50                 | 32,00                 | 11                    | 11             |
| Женщины      | Хьерсти Буос           | 1            | 12,50        | 17,75        | 12           | DNS           | DNS           | DNS           | Завершила выступление | Завершила выступление | Завершила выступление | —              |

Бордеркросс
| Соревнование | Спортсмены      | Квалификация  | Квалификация  | 1/8 финала | 1/8 финала | Четвертьфинал        | Четвертьфинал        | Полуфинал            | Полуфинал            | Финал                | Финал                | Итоговое место |
| Соревнование | Спортсмены      | Результат     | Место         | Заезд      | Место      | Заезд                | Место                | Заезд                | Место                | Название             | Место                | Итоговое место |
| ------------ | --------------- | ------------- | ------------- | ---------- | ---------- | -------------------- | -------------------- | -------------------- | -------------------- | -------------------- | -------------------- | -------------- |
| Мужчины      | Стиан Сивертцен | Не проводится | Не проводится | 4          | 3          | 2                    | 3                    | 1                    | 2                    | Большой              | 5                    | 5              |
| Женщины      | Хелене Олафсен  | DNF           | 23            | 4          | DNS        | Завершил выступление | Завершил выступление | Завершил выступление | Завершил выступление | Завершил выступление | Завершил выступление | 23             |

Параллельный гигантский слалом
| Соревнование | Спортсмены           | Квалификация | Квалификация | Квалификация | Квалификация | 1/8 финала            | Четвертьфинал         | Полуфинал             | Финал                 | Место |
| Соревнование | Спортсмены           | 1 спуск      | 2 спуск      | Всего        | Место        | Соперник Результат    | Соперник Результат    | Соперник Результат    | Соперник Результат    | Место |
| ------------ | -------------------- | ------------ | ------------ | ------------ | ------------ | --------------------- | --------------------- | --------------------- | --------------------- | ----- |
| Женщины      | Хильде-Катрин Энгели | 57,03        | 55,26        | 1:52,29      | 19           | Завершила выступление | Завершила выступление | Завершила выступление | Завершила выступление | 19    |

Параллельный слалом
| Соревнование | Спортсмены           | Квалификация | Квалификация | Квалификация | Квалификация | 1/8 финала            | Четвертьфинал         | Полуфинал             | Финал                 | Место |
| Соревнование | Спортсмены           | 1 спуск      | 2 спуск      | Всего        | Место        | Соперник Результат    | Соперник Результат    | Соперник Результат    | Соперник Результат    | Место |
| ------------ | -------------------- | ------------ | ------------ | ------------ | ------------ | --------------------- | --------------------- | --------------------- | --------------------- | ----- |
| Женщины      | Хильде-Катрин Энгели | 33,48        | 32,81        | 1:06,29      | 28           | Завершила выступление | Завершила выступление | Завершила выступление | Завершила выступление | 28    |

### Фигурное катание
| Соревнование              | Спортсмены        | Короткая программа | Короткая программа | Произвольная программа | Произвольная программа | Всего        | Всего |
| Соревнование              | Спортсмены        | Сумма баллов       | Место              | Сумма баллов           | Место                  | Сумма баллов | Место |
| ------------------------- | ----------------- | ------------------ | ------------------ | ---------------------- | ---------------------- | ------------ | ----- |
| Женское одиночное катание | Анне Лине Гьерсем | 48,56              | 24                 | 85,98                  | 22                     | 134,54       | 23    |

### Фристайл
Могул
| Соревнование | Спортсмены     | Квалификация 1 | Квалификация 1 | Квалификация 1 | Квалификация 2 | Квалификация 2 | Квалификация 2 | Финал 1               | Финал 1               | Финал 1               | Финал 2               | Финал 2               | Финал 2               | Финал 3               | Финал 3               | Финал 3               | Итоговое место |
| Соревнование | Спортсмены     | Время          | Очки           | Место          | Время          | Очки           | Место          | Время                 | Очки                  | Место                 | Время                 | Очки                  | Место                 | Время                 | Очки                  | Место                 | Итоговое место |
| ------------ | -------------- | -------------- | -------------- | -------------- | -------------- | -------------- | -------------- | --------------------- | --------------------- | --------------------- | --------------------- | --------------------- | --------------------- | --------------------- | --------------------- | --------------------- | -------------- |
| Женщины      | Хедвиг Вессель | DNF            | DNF            | DNF            | 36,47          | 6,21           | 16             | Завершила выступление | Завершила выступление | Завершила выступление | Завершила выступление | Завершила выступление | Завершила выступление | Завершила выступление | Завершила выступление | Завершила выступление | 26             |

Ски-кросс
| Соревнование | Спортсмены          | Квалификация | Квалификация | 1/8 финала | 1/8 финала | Четвертьфинал         | Четвертьфинал         | Полуфинал             | Полуфинал             | Финал                 | Финал                 | Итоговое место |
| Соревнование | Спортсмены          | Результат    | Место        | Заезд      | Место      | Заезд                 | Место                 | Заезд                 | Место                 | Название              | Место                 | Итоговое место |
| ------------ | ------------------- | ------------ | ------------ | ---------- | ---------- | --------------------- | --------------------- | --------------------- | --------------------- | --------------------- | --------------------- | -------------- |
| Мужчины      | Дидрик Бастиан Юэль | 1:18,03      | 18           | 8          | 1          | 4                     | 4                     | Завершил выступление  | Завершил выступление  | Завершил выступление  | Завершил выступление  | 15             |
| Мужчины      | Кристиан Митассель  | 1:18,40      | 23           | 7          | 4          | Завершил выступление  | Завершил выступление  | Завершил выступление  | Завершил выступление  | Завершил выступление  | Завершил выступление  | 29             |
| Мужчины      | Томас Борге Лье     | 1:18,69      | 25           | 2          | 4          | Завершил выступление  | Завершил выступление  | Завершил выступление  | Завершил выступление  | Завершил выступление  | Завершил выступление  | 30             |
| Женщины      | Хёие Марте Ефсен    | 1:22,33      | 5            | 3          | 3          | Завершила выступление | Завершила выступление | Завершила выступление | Завершила выступление | Завершила выступление | Завершила выступление | 17             |

Ски-хафпайп
| Соревнование | Спортсмены          | Квалификация | Квалификация | Квалификация | Финал                | Финал                | Финал                | Итоговое место |
| Соревнование | Спортсмены          | 1 заезд      | 2 заезд      | Место        | 1 заезд              | 2 заезд              | Место                | Итоговое место |
| ------------ | ------------------- | ------------ | ------------ | ------------ | -------------------- | -------------------- | -------------------- | -------------- |
| Мужчины      | Йон Андерс Линдстад | 30,80        | 69,00        | 13           | Завершил выступление | Завершил выступление | Завершил выступление | 13             |

Слоупстайл
| Соревнование | Спортсмены          | Квалификация | Квалификация | Квалификация | Финал                | Финал                | Финал                | Итоговое место |
| Соревнование | Спортсмены          | 1 заезд      | 2 заезд      | Место        | 1 заезд              | 2 заезд              | Место                | Итоговое место |
| ------------ | ------------------- | ------------ | ------------ | ------------ | -------------------- | -------------------- | -------------------- | -------------- |
| Мужчины      | Андреас Хотвейт     | 88,00        | 87,40        | 2            | 89,60                | 91,80                | 4                    | 4              |
| Мужчины      | Александер Эурдаль  | 67,00        | 83,80        | 9            | 70,00                | 81,80                | 7                    | 7              |
| Мужчины      | Эйстейн Бротен      | 79,20        | 84,20        | 8            | 66,40                | 65,80                | 10                   | 10             |
| Мужчины      | Пер-Кристиан Хундер | 15,60        | 75,40        | 17           | Завершил выступление | Завершил выступление | Завершил выступление | 17             |

### Хоккей
Мужская сборная Норвегии автоматически квалифицировались на Олимпийские игры, благодаря высокому мировому рейтингу ИИХФ.

#### Мужчины
Состав
| Номер | Имя                        | Позиция    | Хват   | Рост, см | Вес, кг | Дата рождения | Клуб                |
| ----- | -------------------------- | ---------- | ------ | -------- | ------- | ------------- | ------------------- |
| 4     | Даниэль Сёрвик             | защитник   | левый  | 183      | 83      | 11.03.1990    | Волеренга           |
| 6     | Юнас Холёс                 | защитник   | правый | 180      | 93      | 27.08.1987    | Локомотив Ярославль |
| 8     | Мадс Хансен                | защитник   | левый  | 185      | 88      | 16.09.1978    | Сторхамар Драгонс   |
| 13    | Сондре Ульден              | нападающий | левый  | 194      | 84      | 29.08.1992    | Волеренга           |
| 19    | Пер-Оге Скрёдер            | нападающий | левый  | 180      | 92      | 04.08.1978    | МОДО                |
| 20    | Андерс Бастиансен (А)      | нападающий | левый  | 190      | 93      | 31.10.1980    | Ферьестад           |
| 21    | Мортен Аск                 | нападающий | левый  | 185      | 88      | 14.05.1980    | Волеренга           |
| 22    | Мартин Рёймарк             | нападающий | левый  | 184      | 86      | 10.11.1986    | Ферьестад           |
| 23    | Матс Трюгг                 | защитник   | правый | 179      | 85      | 01.06.1976    | Лёренскуг           |
| 26    | Кристиан Форсберг          | нападающий | правый | 185      | 92      | 05.05.1986    | МОДО                |
| 28    | Николас Роэст              | нападающий | левый  | 174      | 80      | 03.08.1986    | Карлскуга           |
| 29    | Роберт Дальстрём           | нападающий | левый  | 183      | 100     | 29.01.1988    | Эребру              |
| 30    | Ларс Хауген                | вратарь    | левый  | 183      | 83      | 19.03.1987    | Динамо Минск        |
| 34    | Ларс Волден                | вратарь    | левый  | 190      | 86      | 26.07.1992    | Эспоо Блюз          |
| 36    | Матс Цуккарелло            | нападающий | левый  | 171      | 74      | 01.09.1987    | Нью-Йорк Рейнджерс  |
| 39    | Хенрик Сольберг            | защитник   | левый  | 189      | 93      | 15.04.1987    | Ставангер Ойлерз    |
| 40    | Кен Олимб                  | нападающий | левый  | 178      | 80      | 21.01.1989    | Дюссельдорф         |
| 41    | Патрик Торесен (А)         | нападающий | левый  | 182      | 92      | 07.11.1983    | СКА                 |
| 42    | Хенрик Эдегор              | защитник   | левый  | 179      | 85      | 12.02.1988    | Миссури Мэверикс    |
| 43    | Фредрик Люстад Якобсен     | нападающий | левый  | 180      | 86      | 15.02.1990    | Сторхамар Драгонс   |
| 46    | Матис Олимб                | нападающий | левый  | 179      | 83      | 01.02.1986    | Фрёлунда            |
| 47    | Александр Бонсаксен        | защитник   | левый  | 180      | 82      | 24.01.1987    | Волеренга           |
| 51    | Матс Росселли Ольсен       | нападающий | левый  | 180      | 83      | 29.04.1991    | Фрёлунда            |
| 55    | Уле-Кристиан Толлефсен (К) | защитник   | левый  | 188      | 95      | 29.03.1984    | Ферьестад           |
| 70    | Стеффен Сёберг             | вратарь    | левый  | 180      | 75      | 06.08.1993    | Волеренга           |

По данным: IIHF.com и Eliteprospects.com
Предварительный раунд
|  | Команды, выходящие в четвертьфинал         |
|  | Команды, выходящие в квалификацию плей-офф |

Группа B
| М | Сборная   | И | В | ВО | ПО | П | ШЗ | ШП | РШ | О |
| - | --------- | - | - | -- | -- | - | -- | -- | -- | - |
| 1 | Канада    | 3 | 2 | 1  | 0  | 0 | 11 | 2  | +9 | 8 |
| 2 | Финляндия | 3 | 2 | 0  | 1  | 0 | 15 | 7  | +8 | 7 |
| 3 | Австрия   | 3 | 1 | 0  | 0  | 2 | 7  | 15 | −8 | 3 |
| 4 | Норвегия  | 3 | 0 | 0  | 0  | 3 | 3  | 12 | −9 | 0 |

Время местное (UTC+4).
| 13 февраля 2014 21:00 | Канада | 3 : 1 (0:0, 2:0, 1:1) | Норвегия | Ледовый дворец «Большой», Сочи Зрителей: 10 261 |

| Отчёт | Отчёт                    | Отчёт                                    | Отчёт                     | Отчёт                               |
| --- | ------------------------ | ---------------------------------------- | ------------------------- | ----------------------------------- |
| |                          |                                          |                           |                                     |
| | Кэри Прайс — 00:00-60:00 | Вратари                                  | 00:00-60:00 — Ларс Хауген | Судьи: Майк Легго Маркус Виннерборг |
| | Голы:                    |                                          |                           | Судьи: Майк Легго Маркус Виннерборг |
| Ши Уэбер — 26:20 (Д. Кит, П. Бержерон) Джейми Бенн — 35:19 (П. Бержерон, Д. Даути) Дрю Даути — 41:47 (Р. Гецлаф, П. Марло) | 1:0 2:0 2:1 3:1          | 40:42 — Патрик Торесен (бол.) (М. Олимб) |                           | Судьи: Майк Легго Маркус Виннерборг |
| |                          |                                          |                           | Судьи: Майк Легго Маркус Виннерборг |
| |                          |                                          |                           | Судьи: Майк Легго Маркус Виннерборг |
| |                          |                                          |                           | Судьи: Майк Легго Маркус Виннерборг |
| 10 мин | Штраф                    | 6 мин                                    |                           | Судьи: Майк Легго Маркус Виннерборг |
| |                          |                                          |                           |                                     |
| | 38                       | Броски                                   | 20                        |                                     |

| 14 февраля 2014 21:00 | Норвегия | 1 : 6 (0:3, 0:2, 1:1) | Финляндия | Ледовая арена «Шайба», Сочи Зрителей: 3018 |

| Отчёт                                               | Отчёт                                                | Отчёт | Отчёт                       | Отчёт                                  |
| --------------------------------------------------- | ---------------------------------------------------- | --- | --------------------------- | -------------------------------------- |
|                                                     |                                                      | |                             |                                        |
|                                                     | Ларс Хауген — 00:00-20:00 Ларс Вольден — 20:00-60:00 | Вратари | 00:00-60:00 — Кари Лехтонен | Судьи: Ларс Брюггеманн Келли Сазерлэнд |
|                                                     | Голы:                                                | |                             | Судьи: Ларс Брюггеманн Келли Сазерлэнд |
| Пер-Оге Скрёдер (бол.) — 41:01 (М. Олимб, Й. Холёс) | 0:1 0:2 0:3 0:4 0:5 1:5 1:6                          | 05:46 — Теему Селянне (С. Ватанен, К. Лехтонен) 06:51 — Лаури Корпикоски (О. Йокинен, О. Мяяття) 17:21 — Йори Лехтеря 28:03 — Лаури Корпикоски (О. Мяяття, Т. Рууту) 31:26 — Олли Йокинен (С. Сало, Т. Рууту) 57:41 — Олли Мяяття (П. Контиола, К. Лехтонен) |                             | Судьи: Ларс Брюггеманн Келли Сазерлэнд |
|                                                     |                                                      | |                             | Судьи: Ларс Брюггеманн Келли Сазерлэнд |
|                                                     |                                                      | |                             | Судьи: Ларс Брюггеманн Келли Сазерлэнд |
|                                                     |                                                      | |                             | Судьи: Ларс Брюггеманн Келли Сазерлэнд |
| 6 мин                                               | Штраф                                                | 6 мин |                             | Судьи: Ларс Брюггеманн Келли Сазерлэнд |
|                                                     |                                                      | |                             |                                        |
|                                                     | 21                                                   | Броски | 39                          |                                        |

| 16 февраля 2014 12:00 | Австрия | 3 : 1 (2:0, 0:1, 1:0) | Норвегия | Ледовый дворец «Большой», Сочи Зрителей: 6882 |

| Отчёт | Отчёт                      | Отчёт                                | Отчёт                     | Отчёт                            |
| --- | -------------------------- | ------------------------------------ | ------------------------- | -------------------------------- |
| |                            |                                      |                           |                                  |
| | Матиас Ланге — 00:00-60:00 | Вратари                              | 00:00-59:12 — Ларс Хауген | Судьи: Владимир Шиндлер Иан Уолш |
| | Голы:                      |                                      |                           | Судьи: Владимир Шиндлер Иан Уолш |
| Михаэль Грабнер — 04:27 (Т. Пёк, Р. Лукас) Михаэль Раффль (бол.) — 06:52 (М. Грабнер) Михаэль Грабнер — 58:23 (Д. Вельзер) | 1:0 2:0 2:1 3:1            | 28:05 — Пер-Оге Скрёдер (П. Торесен) |                           | Судьи: Владимир Шиндлер Иан Уолш |
| |                            |                                      |                           | Судьи: Владимир Шиндлер Иан Уолш |
| |                            |                                      |                           | Судьи: Владимир Шиндлер Иан Уолш |
| |                            |                                      |                           | Судьи: Владимир Шиндлер Иан Уолш |
| 12 мин | Штраф                      | 8 мин                                |                           | Судьи: Владимир Шиндлер Иан Уолш |
| |                            |                                      |                           |                                  |
| | 27                         | Броски                               | 35                        |                                  |

Квалификация плей-офф
Время местное (UTC+4).
| 18 февраля 2014 16:30 | Россия | 4 : 0 (0:0, 2:0, 2:0) | Норвегия | Ледовый дворец «Большой», Сочи Зрителей: 11 423 |

| Отчёт | Отчёт                           | Отчёт   | Отчёт                                 | Отчёт                               |
| --- | ------------------------------- | ------- | ------------------------------------- | ----------------------------------- |
| |                                 |         |                                       |                                     |
| | Сергей Бобровский — 00:00-60:00 | Вратари | 00:00-57:40 — Ларс Хауген 58:53-60:00 | Судьи: Даниэль Пихачек Кевин Поллок |
| | Голы:                           |         |                                       | Судьи: Даниэль Пихачек Кевин Поллок |
| Александр Радулов — 24:12 (П. Дацюк) Илья Ковальчук — 37:11 (А. Радулов, П. Дацюк) Александр Радулов (п.в.) — 58:53 (П. Дацюк) Алексей Терещенко — 59:20 (В. Тихонов, В. Тарасенко) | 1:0 2:0 3:0 4:0                 |         |                                       | Судьи: Даниэль Пихачек Кевин Поллок |
| |                                 |         |                                       | Судьи: Даниэль Пихачек Кевин Поллок |
| |                                 |         |                                       | Судьи: Даниэль Пихачек Кевин Поллок |
| |                                 |         |                                       | Судьи: Даниэль Пихачек Кевин Поллок |
| 2 мин | Штраф                           | 6 мин   |                                       | Судьи: Даниэль Пихачек Кевин Поллок |
| |                                 |         |                                       |                                     |
| | 31                              | Броски  | 22                                    |                                     |